# Roberto del Castello
Roberto del Castello (ur. 13 września 1957 roku w Roccaraso) – włoski kierowca wyścigowy.

## Kariera
Del Castello rozpoczął karierę w międzynarodowych wyścigach samochodowych w 1980 roku od startów w Formule Fiat Abarth, gdzie jednak nie zdobywał punktów. W późniejszych latach pojawiał się także w stawce Europejskiej Formuły 2, Formuły 3000, Italian Super Touring Car Championship, Renault Sport Clio Trophy, International GT Open, Superstars International Series, Superstars Championship Italy, GT Sprint International Series, Italian GT Championship, International GT Sprint Series, Campionato Italiano Gran Turismo oraz Superstars GT Sprint.
W Europejskiej Formule 2 Włoch startował w latach 1981-1984. Pierwsze punkty zdobywał w 1982 roku. Kiedy to uzbierane trzy punkty dały mu szesnaste miejsce w klasyfikacji generalnej. Rok później stanął już raz na podium. Z dorobkiem czterech punktów zajął dwunastą pozycję w końcowej klasyfikacji kierowców. W ostatnim sezonie startów jeden punkt dał mu piętnaste miejsce.
W Formule 3000 Włoch wystartował w trzech wyścigach sezonu 1985 z włoską ekipą Sanremo Racing. Jednak nie zdołał zdobyć punktów.